# Pierrefiche (Lozère)
Pierrefiche è un comune francese di 167 abitanti situato nel dipartimento della Lozère nella regione dell'Occitania.

## Società

### Evoluzione demografica
Abitanti censiti